# Terra de Déu
Terra de Déu (títol original en anglès, God's Own Country) és una pel·lícula dramàtica britànica del 2017 escrita i dirigida per Francis Lee en el seu debut com a director. La pel·lícula és protagonitzada per Josh O'Connor i Alec Secăreanu. La trama segueix la vida monòtona i frustrant d’un jove ramader d'ovelles de Yorkshire, la qual es veurà alterada per la presència d’un treballador migrant romanès.
Va ser l'única producció dramàtica del Regne Unit en el Festival de Cinema de Sundance de l'any 2017, on va guanyar el premi de direcció a la categoria World Cinema Dramatic.
Ha estat doblada i subtitulada en català.

## Sinopsi
L’expressió anglesa God’s Own Country es fa servir per assenyalar un territori suposadament afavorit per Déu, en aquest cas es refereix al comtat anglès de Yorkshire.
Johnny Saxby (Josh O'Connor) viu amb el seu pare, Martin, i la seva àvia, Deirdre, en una granja d'ovelles al Nord d'Anglaterra. A causa que el seu pare va patir un atac d'apoplexia fa un temps i de l'avançada edat de l’àvia, bona part del funcionament de la granja recau en ell. Les borratxeres i les trobades sexuals furtives són la seva única distracció d'una vida de solitud i frustració.
A mesura que s'acosta la temporada de naixement dels vedells, la salut del pare recula. L'únic candidat que sol·licita treballar a la granja per ajudar a Johnny és el jove Gheorghe Ionescu (Alec Secăreanu), un temporer romanès. Inicialment conflictiva amb els prejudicis com a rerefons, la relació entre els dos ramaders acaba canviant. A mesura que tots dos passen temps treballant junts, comença a sorgir entre ells una intensa relació, cosa que podria canviar la vida del Johnny per sempre.

## Reconeixement i guardons

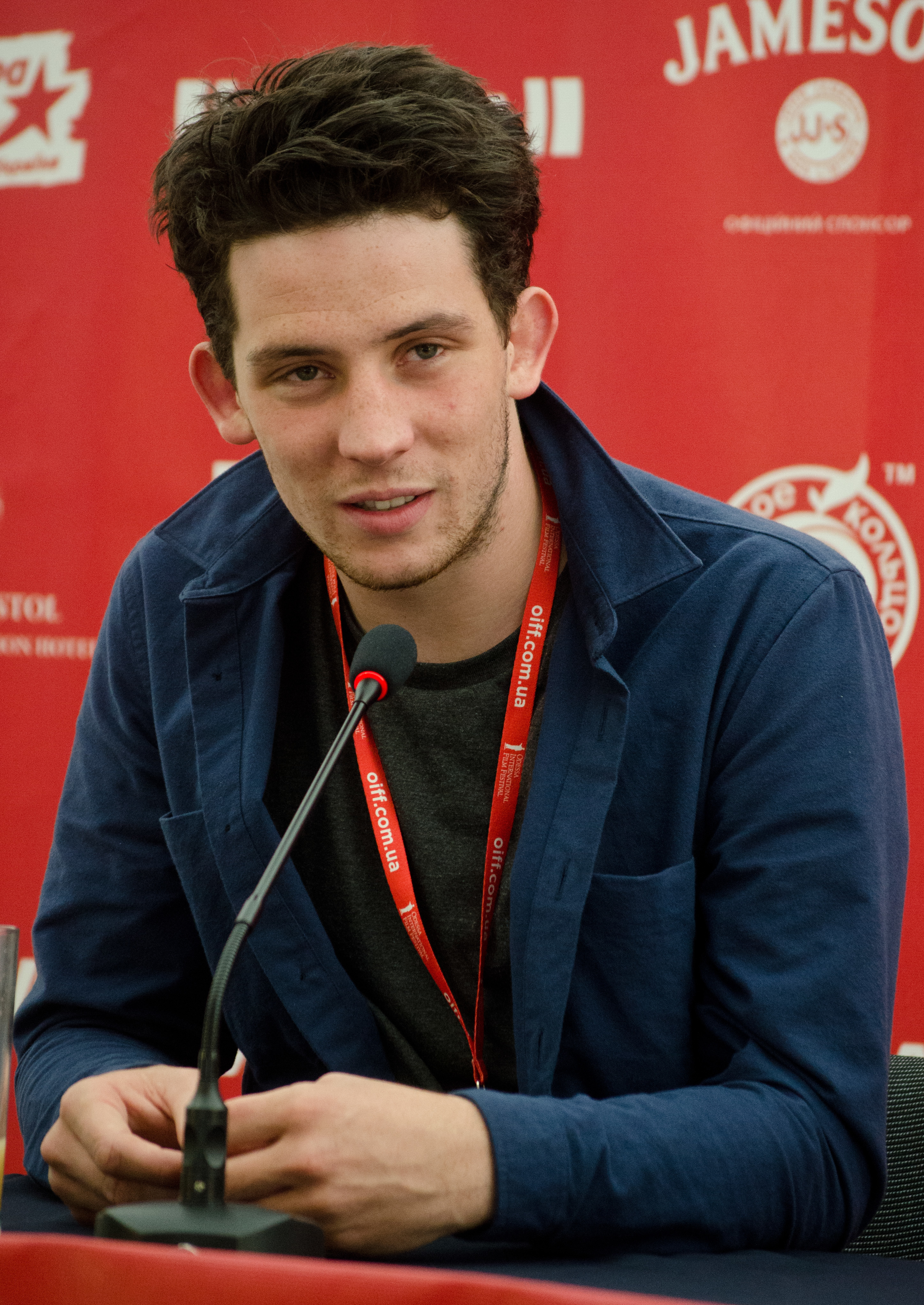
L'actor britànic Josh O'Connor, guardonat per aquesta pel·lícula.

Després de l'estrena, la pel·lícula va rebre un reconeixement unànime per part de la crítica, que va elogiar la història i també les actuacions (especialment la d'O'Connor), a més de destacar l’inici prometedor del director Francis Lee.
Se la comparà parcialment amb Brokeback Mountain, però també se li reconegué un tractament molt diferent sobre el tema de l'homosexualitat i del món rural.
Va ser seleccionada a la categoria World Cinema Dramatic i es va estrenar mundialment el gener de 2017 al Sundance Film Festival, on va guanyar el premi al millor director, així com el Golden Hitchcock en el Festival de Cinema Britànic de Dinard 2017. El 10 de desembre de 2017, als Premis British Independent Film, va guanyar el guardó a la millor pel·lícula, així com diversos premis, entre ells el de millor actor per a Josh O'Connor.
Altres guardons:
- Premi especial del jurat del Festival Internacional de Cinema de Transsilvània 2017.
- Premi Michael Powell com a millor pel·lícula britànica del Festival Internacional d'Edimburg 2017.
- Premi a la millor direcció i al millor actor al Festival Internacional de Cinema d'Estocolm 2017.
- Silver Q-Hugo al Festival Internacional de Cinema de Chicago 2017.
- Millor guió i millor actor al Festival Internacional de Cinema de Saint-Jean-de-Luz 2017.
- Premi Männer a la Berlinale 2017.
- Premi a la millor Opera Prima al Festival de Cinema Europeu de Sevilla 2017.
- Premi Bill Sherwood al Toronto Queer Film Festival 2017.

## Repartiment
- Josh O'Connor com a Johnny Saxby.
- Alec Secareanu com a Gheorghe Ionescu.
- Ian Hart com a Martin Saxby.
- Gemma Jones com a Deidre Saxby.

## Producció

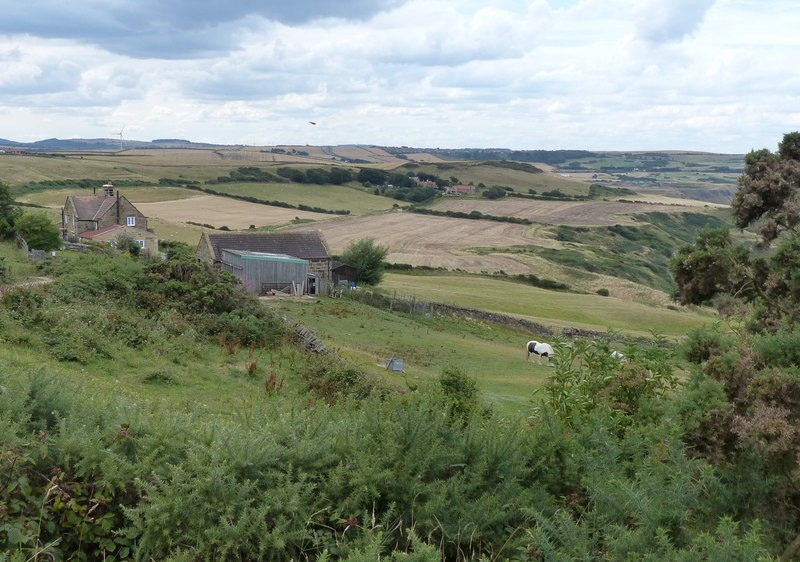
Paisatge de Yorkshire amb un cottage o casa rural anglesa.

Els exteriors es van rodar a la zona de Silsden de Keighley a West Yorkshire.
La pel·lícula es basa en part en la pròpia experiència de l'escriptor i director Francis Lee, el qual també va haver de prendre la decisió de quedar-se i treballar a la granja de la seva família o anar a l'escola de teatre. Els paisatges tenen un paper essencial a la pel·lícula; el director declara que el seu pla era "explorar el paisatge". Igualment, va dir que havia triat paisatges familiars a aquells on va créixer i on encara viu.